# Eugene Aserinsky
El doctor Eugene Aserinsky (1921-22 de julio de 1998) fue uno de los pioneros en la medicina del sueño. Hijo de un dentista, emigrante ruso-judío, Eugene era estudiante de posgrado en la Universidad de Chicago en 1953 cuando, trabajando en el laboratorio del doctor Nathaniel Kleitman, su asesor, descubrió el sueño MOR (hallazgo que se publicó el 10 de septiembre de 1953). Había estado estudiando y observando, durante muchas horas, los párpados de los sujetos que dormían en los registros de sueño realizados en su laboratorio. Aunque al inicio no le dieron a esta observación mucha importancia (y fue, por cierto, el doctor William C. Dement quien puso más interés en este fenómeno, en un principio), ambos investigadores demostraron que estos "movimientos oculares rápidos", como los llamaron, están correlacionados con las ensoñaciones y con un aumento general en la actividad eléctrica del cerebro. Los procedimientos que ambos desarrollaron se utilizan hoy en día en todos los sujetos voluntarios cuyo dormir es estudiado con ayuda de un electroencefalógrafo. Por estas razones, se considera que Aserinsky y Kleitman son los fundadores de las investigaciones modernas sobre el sueño.

## Fallecimiento
Eugene Aserinsky falleció, a los 77 años, el 22 de julio de 1998 cuando, paradójicamente, se quedó dormido al volante y se estrelló contra un árbol al norte de San Diego, California. Vivía en Escondido, en ese mismo estado.